# Gualtieri Sicaminò
Gualtieri Sicaminò é uma comuna italiana da região da Sicília, província de Messina, com cerca de 2.021 habitantes.
Estende-se por uma área de 14 km², tendo uma densidade populacional de 144 hab/km².
Faz fronteira com Condrò, Pace del Mela, San Pier Niceto, Santa Lucia del Mela.

## Demografia
| Variação demográfica do município entre 1861 e 2011                               |
|                                                                                   |
| Fonte: Istituto Nazionale di Statistica (ISTAT) - Elaboração gráfica da Wikipedia |